# نينجا جاجامارو-كون
نينجا جاجامارو-كون (باليابانية: 忍者じゃじゃ丸くん) (بالرومانجية: Mr. Ninja JaJaMaru)، هي لعبة فيديو يابانية، من تطوير ونشر شركة جاليكو، صدرت اللعبة في الأسواق سنة 1985، وتعمل على منصات إم إس إكس، فاملي كومبيوتر وصالة آركيد.